# Like a Cat
Like a Cat (кор. 사뿐사뿐; с англ. — «Как Кошка») — второй мини-альбом южнокорейской гёрл-группы AOA. Был выпущен 11 ноября 2014 года, компанией FNC Entertainment, с одноименным заглавным синглом.

## Сингл
Песня «Like A Cat» была написана и спродюсирована Brave Brothers. Это оптимистичный трек с элементами рока. Клип на песню «Like A Cat» был выпущен 10 ноября 2014 года. Актеры - Дэниел Сноукс (как банкир) и Джейк Пейнс (как один из телохранителей).
Продвижение Like a Cat началась 13 ноября 2014 года на M Countdown. 19 ноября AOA заняли первое место на Music Show Champion.
Like A Cat был выбран Fuse как одна из «10 лучших поп-песен ноября, которые мы слышали», назвав песню «захватывающим, знойным треком, который является одной из самых смелых поп-песен, вышедших из Кореи».
«Like A Cat» достигла пика на 5 месте в цифровом чарте Gaon 15 ноября 2014 года и занимала 1 место в социальном чарте Gaon в течение шести недель подряд. Песня также дебютировала под номером 1 в чарте Music One Филиппин и в чарте KUWO Китая.

### Японская версия
Японская версия песни была выпущена 25 февраля 2015 года в качестве второго японского сингла группы. Он был выпущен в девяти различных версиях: ограниченное издание CD+DVD (тип A), ограниченное издание CD+Photobook (тип B) и семь ограниченных выпусков CD только, по одному изданию на участника. Ограниченные выпуски типов A и B включают одну случайную фотокарту из набора из 22. Альбом также включал японские версии «Elvis» и «Just The Two Of Us», а также караоке-версии всех трех песен.
Сингл достиг 4-го места на недельном сингл-чарте Oricon и 19-го места на месячном графике. Он также занял 10 место в Japan Hot 100.

## Трек-лист
| №                   | Название                                      | Текст песни                         | Музыка                           | Длительность |
| ------------------- | --------------------------------------------- | ----------------------------------- | -------------------------------- | ------------ |
| 1.                  | «AOA» (sung by: Yuna, Jimin & Choa)           | Brave Brothers                      | Brave Brothers                   | 0:59         |
| 2.                  | «Like a Cat» (사뿐사뿐; Sappun Sappun)        | Brave Brothers                      | Brave Brothers, Chakun, JS       | 3:39         |
| 3.                  | «Girl's Heart» (여자사용법; Yeoja Sayongbeop) | Brave Brothers                      | Brave Brothers, Elephant Kingdom | 3:19         |
| 4.                  | «Just the Two of Us» (단둘이; Danduri)        | Jimin, Han Seung-hoon, Seo Yong-bae | Han Seung-hoon, Seo Yong-bae     | 3:25         |
| 5.                  | «Time»                                        | Chakun                              | Stars Wars, Chakun, Miss Lee     | 3:43         |
| 6.                  | «Tears Falling» (휠릴리; Hwillilli)           | Jimin, Han Seung-hoon, Seo Yong-bae | Han Seung-hoon, Seo Yong-bae     | 3:38         |
| Общая длительность: | Общая длительность:                           | Общая длительность:                 | Общая длительность:              | 18:45        |

| №  | Название                                | Текст песни                              | Музыка                       | Длительность |
| -- | --------------------------------------- | ---------------------------------------- | ---------------------------- | ------------ |
| 1. | «Like a Cat» (Japanese version)         | Brave Brothers                           | Brave Brothers               | 3:43         |
| 2. | «Elvis» (Japanese version)              | Han Seong Ho                             | Kim Do Hoon, Lee Sang Ho     | 3:20         |
| 3. | «Just the Two of Us» (Japanese version) | Shin Jimin, Han Seung Hoon, Seo Yong Bae | Han Seung Hoon, Seo Yong Bae | 3:25         |
| 4. | «Like a Cat» (Karaoke version)          |                                          | Brave Brothers               | 3:40         |
| 5. | «Elvis» (Karaoke version)               |                                          | Kim Do Hoon, Lee Sang Ho     | 3:20         |
| 6. | «Just the Two of Us» (Karaoke version)  |                                          | Han Seung Hoon, Seo Yong Bae | 3:27         |

| №  | Название                                | Текст песни                              | Музыка                       | Длительность |
| -- | --------------------------------------- | ---------------------------------------- | ---------------------------- | ------------ |
| 1. | «Like a Cat» (Japanese version)         | Brave Brothers                           | Brave Brothers               | 3:43         |
| 2. | «Just the Two of Us» (Japanese version) | Shin Jimin, Han Seung Hoon, Seo Yong Bae | Han Seung Hoon, Seo Yong Bae | 3:25         |

| №  | Название                               | Длительность |
| -- | -------------------------------------- | ------------ |
| 1. | «Like a Cat» (Japanese version)        |              |
| 2. | «Like a Cat» (Japanese dance version)  |              |
| 3. | «Like a Cat» (Japanese version making) |              |
| 4. | «Elvis» (Korean version)               |              |
| 5. | «Bonus video»                          |              |

## Чарты и сертификация
| Чарты                      | Позиции в чартах |
| -------------------------- | ---------------- |
| Gaon Album Chart (weekly)  | 3                |
| Gaon Album Chart (monthly) | 7                |

| Чарты               | Amount  |
| ------------------- | ------- |
| Gaon physical sales | 25,289+ |